# 3tsu no kumo
3tsu no kumo (３つの雲?), conosciuto anche col titolo di Trilogy about Clouds, è una raccolta di cortometraggi anime ideati e diretti da Naoyuki Tsuji. Il tema centrale dell'opera risiede nel rapporto fra l'uomo e le nuvole. La particolare tecnica di animazione adottata prevede l'utilizzo della matita e del carboncino, con il progressivo disegno e cancellazione dei tratti sul foglio, fotogramma dopo fotogramma.

## Trama

### Kokyū suru kumo
Le nuvole assumono la forma di parti del corpo umano, anche erotiche, in un continuo mescolarsi nebuloso.

### Kumo o mite itara
Un bambino delle elementari fissa distrattamente fuori dalla finestra, disegnando distrattamente una nuvola. Il disegno si libera dal foglio e divenuta una nuvola vera e propria, munita anche di occhi, inizia a fagocitare tutti gli studenti. Assorbita tutta la popolazione scolastica, alla nuvola non resta che dirigersi in città, dove incontra un proprio simile.

### Kumo kara
Sopra le nuvole vivono alcuni uomini e donne, impegnati in una lenta e monotona attesa; c'è chi gioca, chi riposa, chi legge, chi chiacchiera. Vi è un momento improvviso, però, durante il quale tutti, interrotto il loro passatempo, si lasciano cadere dalla superficie "nuvolosa". Uomini e donne sono ora gocce di pioggia, destinati ad infrangersi al suolo. Quando poi il sole inizia ad asciugare il terreno, agli abitanti dei cieli non resta che evaporare e risalire verso la loro casa, le nuvole.